# Peter Matthiessen
Peter Matthiessen (Nueva York, 22 de mayo de 1927 - Sagaponack, Nueva York, 5 de abril de 2014) fue un naturalista y escritor estadounidense de libros de historia reales y de ficción.

## Biografía
El trabajo de Matthiessen es conocido por su enfoque meticuloso de investigación y desarrollo. Frecuentemente centra su investigación en el tema de los indígenas amerindios, como se detalla en su estudio sobre el caso de Leonard Peltier In the Spirit of Crazy Horse.
Junto con George Plimpton, Harold Humes, Thomas Guinzburg y Donald Hall, fundó en 1953 la revista literaria Paris Review.
Su novela Jugando en los campos del Señor (At Play in the Fields of the Lord, 1965) que trata acerca de un misionero estadounidense que se adentra en una tribu indígena de América del Sur, fue llevada al cine en 1991 por el cineasta brasileño Héctor Babenco. Su trabajo sobre investigación oceanográfica Blue Meridian también se convirtió en una película titulada Blue Water, White Death. También se considera que ese libro inspiró a Peter Benchley para escribir Jaws (en castellano Tiburón) en 1974.
Más recientemente, la trilogía de ficción de Matthiessen Killing Mr. Watson, Lost Man's River and Bone by Bone se basa en la muerte del plantador de Florida Edgar J. Watson poco después del huracán al suroeste de florida en 1910. Matthiessen se convirtió en un practicante del zen y después en sacerdote budista.
En 2008, a la edad de 81 años, Matthiessen recibió el National Book Award por "Shadow Country". Según el crítico Michael Dirda, "Nadie escribe más líricamente sobre los animales o describe de manera más conmovedora la experiencia espiritual de las cimas de las montañas, las sabanas y el mar".
Falleció el 5 de abril de 2014 a los 86 años, tres días antes de la publicación de su última novela, titulada En el paraíso (In Paradise) en Sagaponack, Nueva York.

### Ficción
- 1954, Race Rock
- 1955, Partisans
- 1961, Raditzer
- 1965, Jugando en los campos del Señor, At Play in the Fields of the Lord
- 1975, Far Tortuga
- 1989, En la laguna Estigia y otros relatos, On the River Styx and Other Stories
- 1990, Killing Mister Watson
- 1997, Lost Man's River
- 1999, Bone by Bone
- 2008, País de sombras
- 2014, In Paradise

### Histórico
- 1959, Wildlife in America
- 1961, The Cloud Forest: A Chronicle of the South American Wilderness
- 1962, Under the Mountain Wall: A Chronicle of Two Seasons in the Stone Age
- 1963, "The Atlantic Coast", a chapter in The American Heritage Book of Natural Wonders
- 1967, The Shorebirds of North America
- 1967, Oomingmak
- 1969, Sal Si Puedes: Cesar Chavez and the New American Revolution
- 1971, Blue Meridian. The Search for the Great White Shark
- 1972, The Tree Where Man Was Born
- 1978, El leopardo de las nieves, The Snow Leopard
- 1981, Sand Rivers
- 1983, In the Spirit of Crazy Horse,  ISBN 0-14-014456-0
- 1984, Indian Country
- 1986, Nine-headed Dragon River: Zen Journals 1969-1982
- 1986, Men's Lives: The Surfmen and Bayen of the South Fork
- 1991, Los silencios de África, African Silences
- 1992, Baikal: Sacred Sea of Siberia
- 1995, East of Lo Monthang: In the Land of the Mustang
- 2000, The Peter Matthiessen Reader: Nonfiction, 1959-1961
- 2000, Tigers in the Snow
- 2001, The Birds of Heaven: Travels With Cranes